# Emmanuel Adebayor
Sheyi Emmanuel Adebayor (Lomé, 26 febbraio 1984) è un ex calciatore togolese con passaporto nigeriano, di ruolo attaccante.
Con 32 gol segnati è il miglior marcatore nella storia della nazionale togolese.
Nel 2008 è stato nominato Calciatore africano dell'anno, diventando il primo e finora unico togolese ad essere insignito di questo riconoscimento; è inoltre stato votato nove volte Calciatore togolese dell'anno (dal 2005 al 2013). Nel 2011, quando vestiva la maglia del Real Madrid, ha vinto la Coppa del Re, unico trofeo conquistato in carriera.

## Biografia
Nato a Lomé da padre nigeriano di etnia Yoruba e da madre togolese, possiede il passaporto di entrambi i paesi.
È sposato ed ha una figlia di nome Kendra, nata nel 2010.
Il 5 maggio 2015 ha descritto, con un post sul suo profilo Facebook, i suoi problemi familiari: ha troncato i rapporti con i parenti, comprese la mamma e la sorella, perché adirato dalle loro continue richieste di denaro.

## Caratteristiche tecniche
Era un centravanti forte fisicamente, bravo nel gioco aereo e dotato di buon fiuto del goal.

## Carriera

### Club

#### In Francia
Notato nel suo paese dai francesi del Metz, Adebayor entra in squadra dopo un provino nel 1999, arrivando due anni dopo in prima squadra. Nella stagione del debutto in Ligue 1 segna 2 gol in 9 partite, e il Metz retrocede in Ligue 2. L'anno successivo, in seconda divisione, segna 17 gol in 35 partite.
Passato al Monaco, nella stagione 2003-2004 realizza 7 gol in 17 partite, a cui si aggiungono i due gol in 10 partite giocate in Champions League, competizione in cui il Monaco raggiunge la finale, poi persa, contro il Porto. Nella stagione 2004-2005 segna 9 gol in 34 partite mentre in quella successiva, pur non perdendo il posto da titolare, riduce la media realizzativa firmando una sola rete nella prima parte del campionato.

#### Arsenal

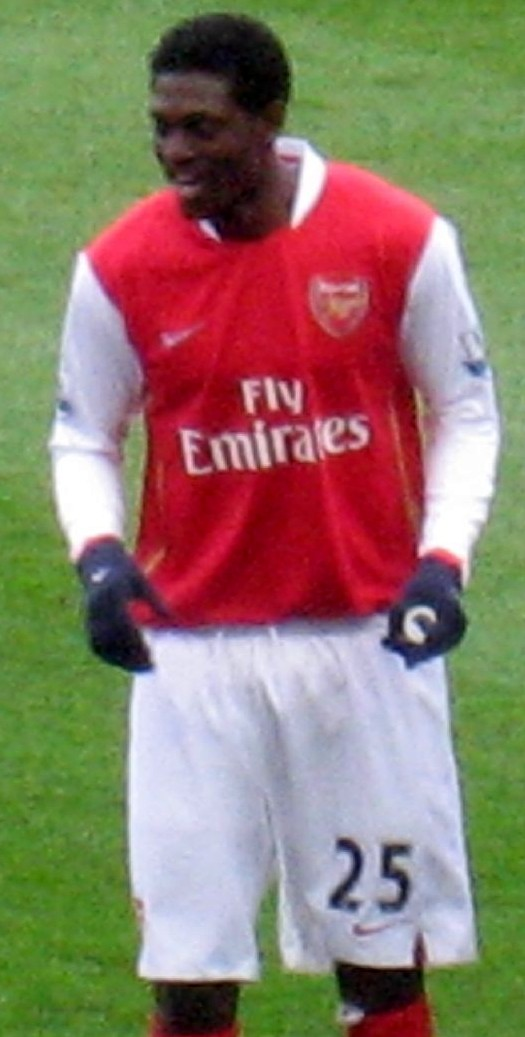
Adebayor con la maglia dell'Arsenal nel 2008.

Il 13 gennaio 2006 si trasferì all'Arsenal per 4 milioni di sterline. Il 4 febbraio successivo debuttò con la maglia dei Gunners nella vittoria per 2-0 contro il Birmingham City, realizzando un gol dopo 21 minuti di gioco. In quella metà di stagione realizzò 4 gol in 13 partite, non potendo giocare in Champions League, dove l'Arsenal fu finalista perdente, perché vi aveva già partecipato con il Monaco nella medesima stagione. Nel 2006-2007 segnò 8 gol in 29 incontri.
Nella stagione 2007-2008 lui diventa ancora più importante per la squadra anche per via della cessione di Thierry Henry che aveva designato in lui il suo erede; il 22 settembre mise a segno la sua prima tripletta con la maglia dell'Arsenal nella partita vinta per 5-0 contro il Derby County. Fu la seconda tripletta di sempre all'Emirates Stadium. In 49 presenze totali segnò 30 reti, 24 delle quali in Premier League, torneo nel quale risultò vicecapocannoniere. Al termine dell'anno solare fu nominato Calciatore africano dell'anno 2008. Il 18 agosto 2008, dopo essere stato vicinissimo al Milan, ha firmato un rinnovo contrattuale con l'Arsenal.
Nel campionato 2008-2009 ha segnato 10 gol in 27 partite, mostrando quindi un calo rispetto all'anno prima. Nonostante una stagione sottotono segna comunque un goal importante nell'1-1 contro il Villareal nei quarti di Champions League. In totale con la maglia del club londinese, tra campionato e coppe, ha realizzato 62 reti in 143 sfide.

#### Manchester City

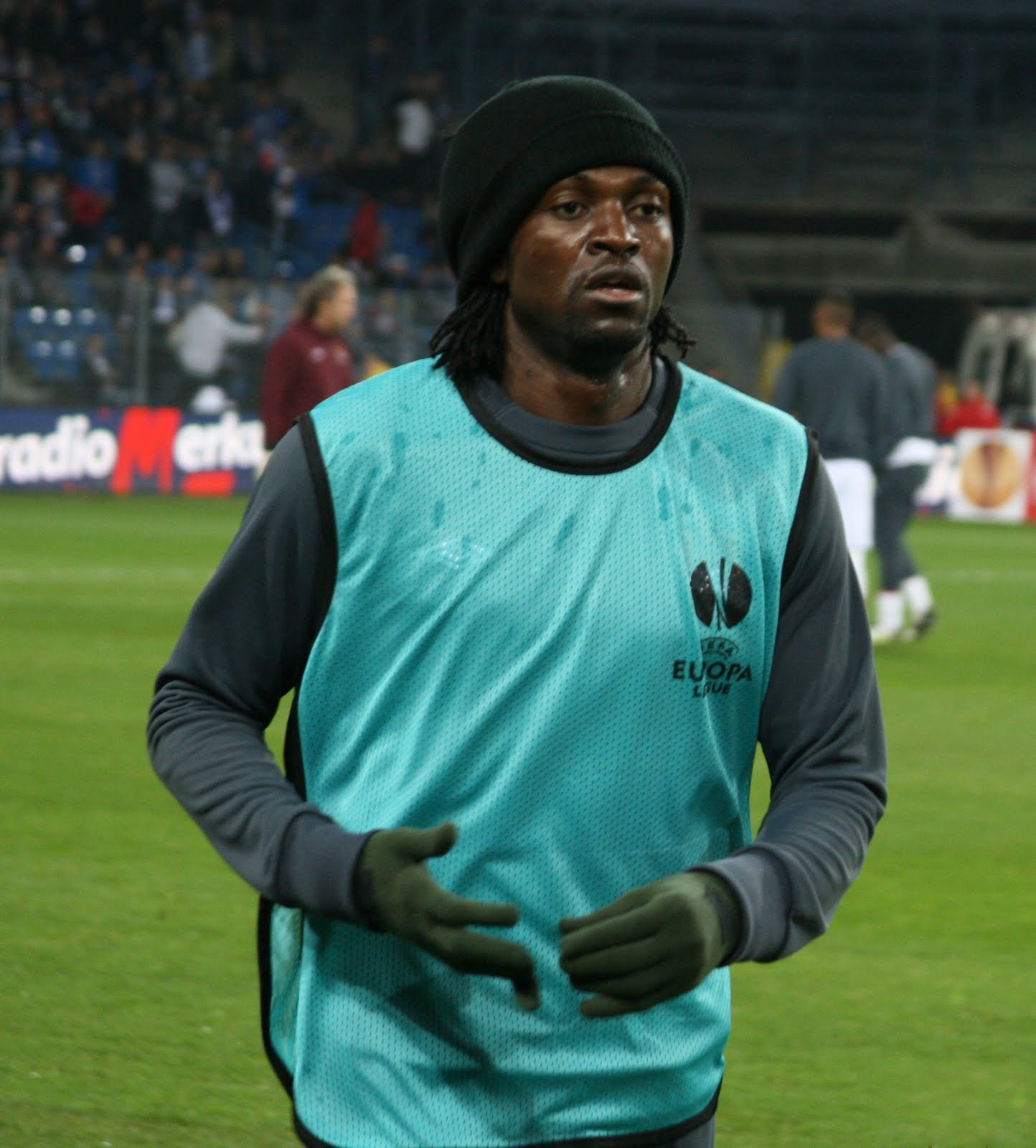
Adebayor durante un riscaldamento ai tempi del Manchester City nel 2010.

Il 18 luglio 2009 è acquistato per 29 milioni di euro dal Manchester City, con cui firma con un contratto quinquennale da 4 milioni a stagione. Segna il suo primo gol con i Citizens all'esordio in campionato contro il Blackburn Rovers. Il 12 settembre 2009 segna contro la sua vecchia squadra in Manchester City-Arsenal (4-2). In quella partita ha prima colpito con i tacchetti il volto di van Persie, poi ha esultato in modo provocatorio, correndo ad esultare sotto il settore riservato ai tifosi ospiti.
Il giocatore si è poi scusato per l'accaduto e ha aggiunto di essere stato insultato dai sostenitori dell'Arsenal per tutta la partita; in seguito, affermò anche di voler "vendicare" una dichiarazione - a suo dire falsa - di Arsène Wenger, secondo cui Adebayor aveva lasciato il club per motivi economici. A causa del gesto violento nei confronti di van Persie, è stato squalificato per tre partite. Con l'arrivo di Roberto Mancini in panchina le cose cambiano in negativo per lui che trova meno spazio (oltre ad avere avuto un cattivo rapporto con lui) e con l'allenatore italiano che sin da subito gli fa capire che avrebbe preferito Mario Balotelli al suo posto. Il 12 aprile 2010 realizza la sua prima tripletta contro il Birmingham, mentre il 21 ottobre dello stesso anno sigla un'altra tripletta contro il Lech Poznań in Europa League.

#### Il prestito al Real Madrid

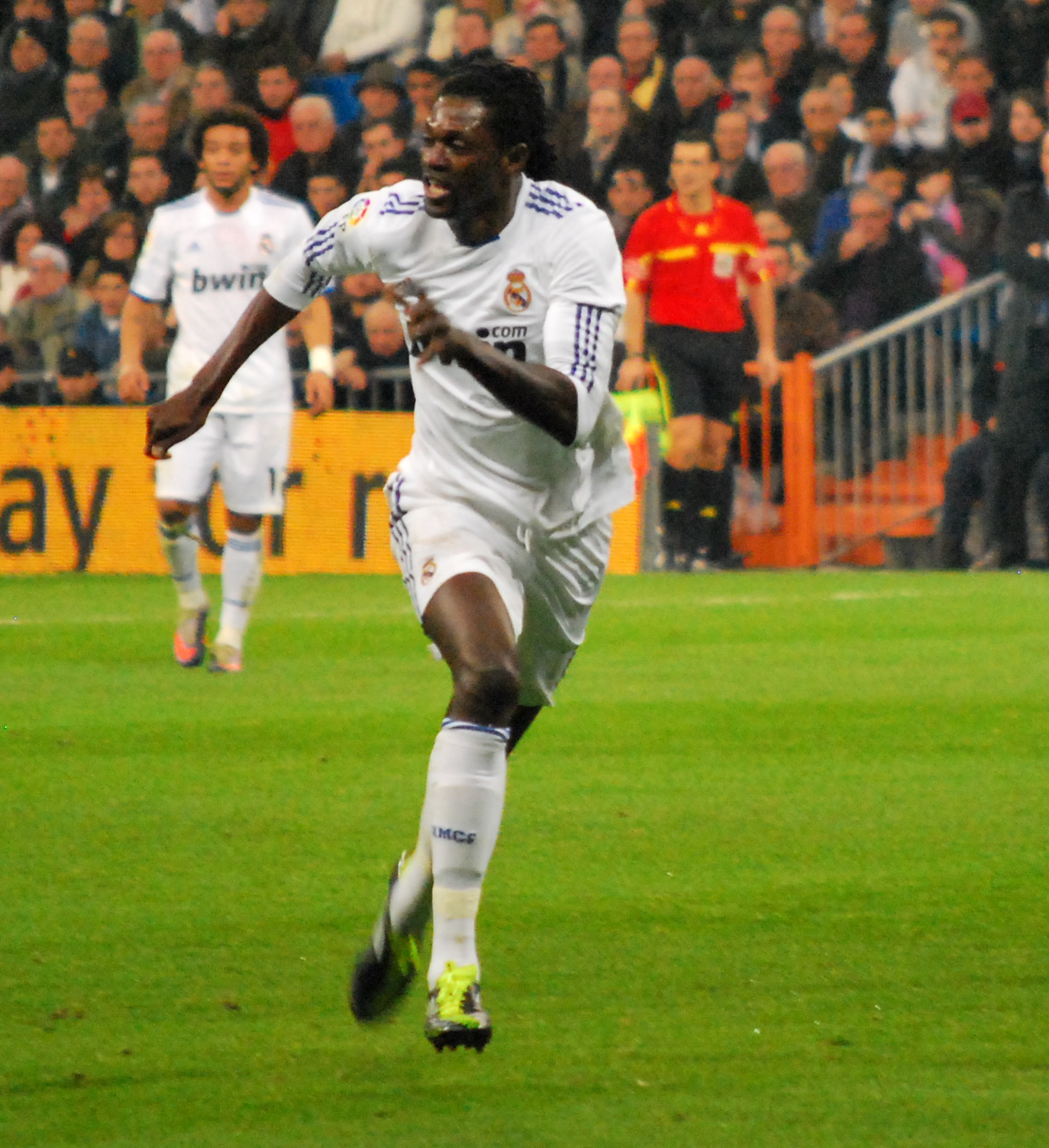
Adebayor in azione con la maglia del Real Madrid nel 2011.

Il 25 gennaio 2011 passa al Real Madrid in prestito con diritto di riscatto per 17 milioni di euro. Con la camiseta blanca vestirà il numero 6 nelle partite di Liga e il 28 in quelle di Champions League. Il 2 febbraio segna la prima rete con il Real Madrid nella semifinale di Coppa del Re contro il Siviglia. Il 5 aprile 2011 realizza una doppietta nei quarti di finale di andata della UEFA Champions League 2010-2011 contro il Tottenham (risultato finale 4-0 per il Real Madrid).
Il 21 maggio, all'ultima di campionato, segna una tripletta all'Almeria. Il 5 giugno viene data la notizia che non sarà riscattato: chiude l'esperienza al Real con 17 presenze e 8 gol totali. Il 13 giugno viene quindi ufficializzato il suo ritorno al Manchester City.

#### Tottenham Hotspur

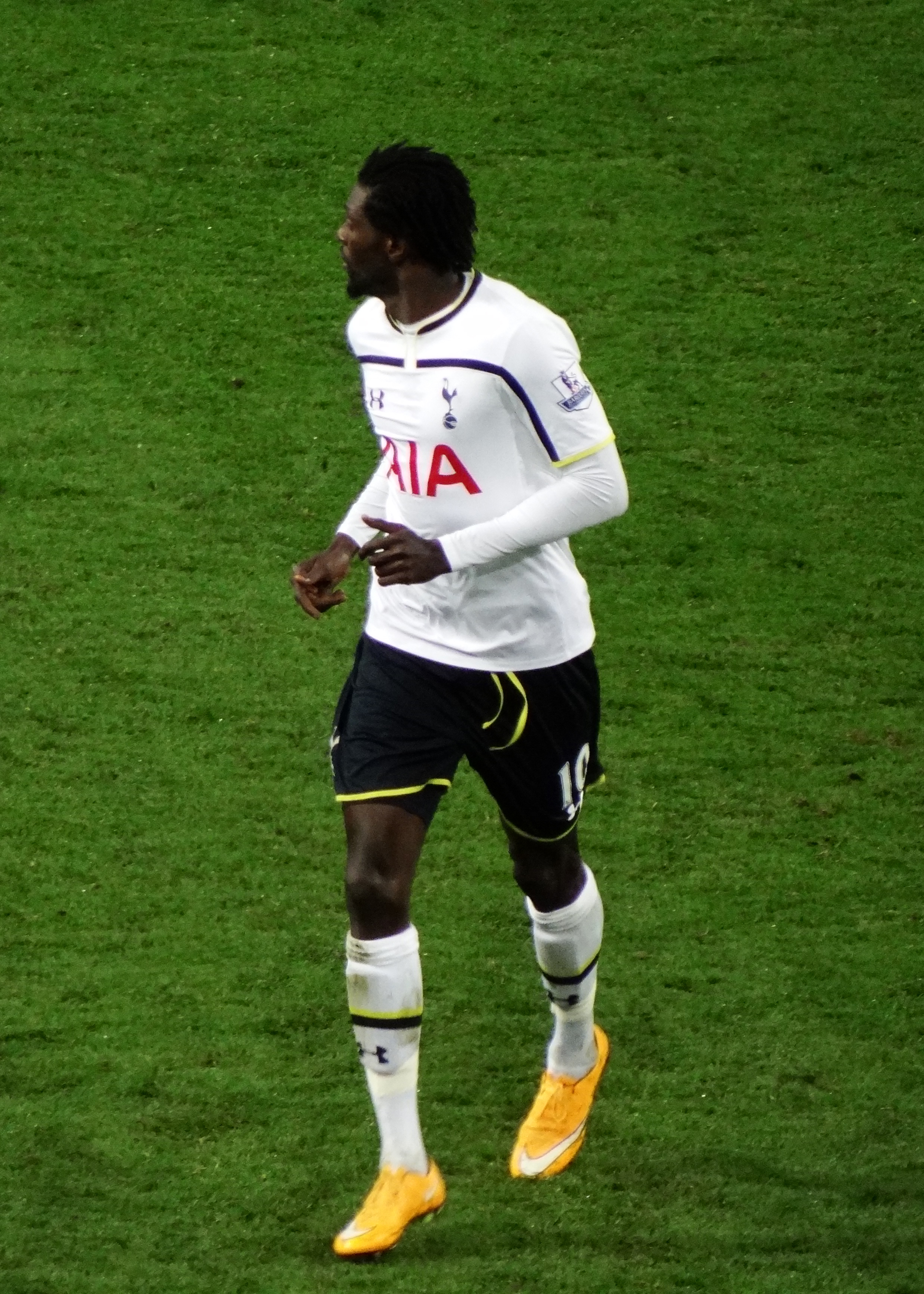
Adebayor in azione con la maglia del Tottenham nel 2014.

Il 25 agosto, dopo essersi allenato con l'Under-15 del Manchester City durante l'estate, passa al Tottenham in prestito oneroso per 2,25 milioni di euro. Segna la sua prima rete con gli Spurs il 10 settembre al Molineux, contro il Wolverhampton. Si ripete il 18 settembre segnando una doppietta al Liverpool. Conclude la stagione 2011-2012 con 33 presenze e 17 reti in campionato. Il 21 agosto 2012 passa a titolo definitivo alla squadra londinese per 6,4 milioni di euro.
Durante la stagione 2012-2013 non viene utilizzato con la stessa continuità della stagione precedente dall'allenatore André Villas-Boas e terminerà l'annata con 25 presenze e 5 gol in campionato e 8 presenze e 3 gol in Europa League. Anche durante la stagione 2013-2014 viene utilizzato poco, fino a quando il tecnico portoghese viene esonerato: a quest'ultimo subentra Tim Sherwood che reintroduce subito nell'undici titolare Adebayor facendolo scendere in campo con maggior continuità. La stagione termina per Adebayor con 21 presenze in campionato condite da 11 gol, 2 presenze e un gol in FA Cup e 2 presenze e 2 gol in Europea League.La maggior parte dei goal sono arrivati sotto la gestione di Sherwood.
La stagione 2014-2015 inizia per Adebayor con un gol e un assist che contribuiscono alla vittoria del Tottenham per 4-0 contro il QPR, valevole per la seconda giornata di Premier League. In seguito, però, Adebayor proseguirà la sua stagione relegato ai margini della rosa, collezionando solo 2 gol in 12 presenze in campionato. Il 13 settembre 2015 rescinde il proprio contratto con gli Spurs.

#### Crystal Palace
Dopo essere rimasto svincolato per più di quattro mesi, il 26 gennaio 2016 firma un contratto di sei mesi, fino al termine della stagione, con il Crystal Palace.

#### Istanbul B.B.
Dopo essere rimasto senza una squadra per lungo tempo, il 31 gennaio 2017, ultimo giorno di calciomercato della sessione invernale, viene ingaggiato dall'İstanbul Başakşehir, con cui firma un contratto di diciotto mesi valido fino al giugno 2018. Il 10 aprile seguente realizza una tripletta in campionato nella larga vittoria interna (4-0) contro il Galatasaray. Al termine dell'annata 2018-2019, caratterizzata da soli 3 gol e numerosi problemi fisici, lascia il club di Istanbul.

#### Kayserispor
Il 26 agosto 2019 firma un contratto annuale con il Kayserispor, ma si svincola già nel dicembre successivo, dopo 8 presenze e 2 gol in campionato

#### Olimpia
L'11 febbraio 2020 viene ingaggiato dai paraguaiani dell'Olimpia, con cui disputa 8 partite tra febbraio e marzo.
Nel mese di marzo lascia la squadra e torna in patria, nel pieno della pandemia di COVID-19. Nel giugno 2020 viene annunciato che il calciatore non tornerà in Paraguay e che il contratto in essere con il club è stato risolto consensualmente.

#### Semassi e il ritiro dal calcio giocato
Il 1º agosto 2021 viene ufficializzato il suo approdo alla squadra togolese del Semassi, con un contratto valido fino al 31 dicembre dello stesso anno.
Il 1º agosto 2022 rescinde il suo contratto e il 21 marzo 2023, con un post sui social, annuncia il definitivo ritiro dal calcio giocato.

### Nazionale

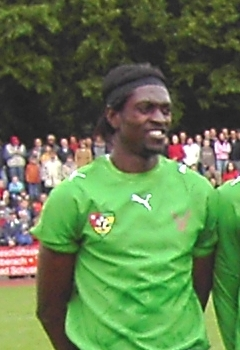
Adebayor con la maglia del Togo nel 2006.

La nazionale togolese, con Adebayor tra le sue file, ha ottenuto la sua prima qualificazione ad un campionato mondiale, quello di Germania 2006. Nei gironi di qualificazione al torneo Adebayor ha segnato più di chiunque altro (11 gol), non riuscendo poi a segnare nelle tre partite giocate a Germania 2006 (il primo disputato nella storia del Togo). È inoltre il giocatore più rappresentativo del Togo dal 2006 è il capitano dei Les Eperviers (gli sparvieri).
L'11 ottobre 2008, durante una partita di qualificazione per il campionato del mondo 2010 contro lo eSwatini, ha segnato quattro gol.
L'8 gennaio 2010 il pullman togolese che attraversava il confine angolano per disputare la Coppa delle nazioni africane 2010, ha subito un attacco con un bilancio finale di tre morti e numerosi feriti. Adebayor è rimasto illeso dichiarando di essere rimasto sotto shock dopo questo evento. A seguito di ciò, il 12 aprile 2010, a 26 anni, comunica attraverso il sito ufficiale del Manchester City di lasciare la nazionale. Nel novembre del 2011, tuttavia, torna sulla sua decisione dopo aver ricevuto rassicurazioni dalla federazione togolese in tema di sicurezza. La sua ultima partita in nazionale è contro il Benin nelle qualificazioni alla Coppa D'Africa a marzo 2019 dopodiché ne annuncia il ritiro.

## Statistiche
Tra club e nazionale, Adebayor ha totalizzato globalmente 661 presenze segnando 253 reti, alla media di 0,35 gol a partita.

### Presenze e reti nei club
Statistiche aggiornate al 1º luglio 2020.
| Stagione                   | Squadra                    | Campionato                 | Campionato | Campionato | Coppe nazionali | Coppe nazionali | Coppe nazionali | Coppe continentali | Coppe continentali | Coppe continentali | Altre coppe | Altre coppe | Altre coppe | Totale | Totale |
| Stagione                   | Squadra                    | Comp                       | Pres       | Reti       | Comp            | Pres            | Reti            | Comp               | Pres               | Reti               | Comp        | Pres        | Reti        | Pres   | Reti   |
| -------------------------- | -------------------------- | -------------------------- | ---------- | ---------- | --------------- | --------------- | --------------- | ------------------ | ------------------ | ------------------ | ----------- | ----------- | ----------- | ------ | ------ |
| 2001-2002                  | Metz                       | D1                         | 10         | 2          | CF              | 1               | 0               | -                  | -                  | -                  | -           | -           | -           | 11     | 2      |
| 2002-2003                  | Metz                       | L2                         | 34         | 13         | CF              | 8               | 4               | -                  | -                  | -                  | -           | -           | -           | 42     | 17     |
| Totale Metz                | Totale Metz                | Totale Metz                | 44         | 15         |                 | 9               | 4               |                    | -                  | -                  |             | -           | -           | 53     | 19     |
| 2003-2004                  | Monaco                     | L1                         | 31         | 8          | CF              | 4               | 0               | UCL                | 9                  | 0                  | -           | -           | -           | 44     | 8      |
| 2004-2005                  | Monaco                     | L1                         | 34         | 9          | CF              | 6               | 3               | UCL                | 10                 | 2                  | -           | -           | -           | 50     | 14     |
| 2005-gen. 2006             | Monaco                     | L1                         | 13         | 1          | CF              | 0               | 0               | UCL                | 7                  | 3                  | -           | -           | -           | 21     | 4      |
| Totale Monaco              | Totale Monaco              | Totale Monaco              | 78         | 18         |                 | 11              | 3               |                    | 26                 | 5                  |             | -           | -           | 115    | 26     |
| gen.-giu. 2006             | Arsenal                    | PL                         | 13         | 4          | FACup+CdL       | 0+0             | 0               | UCL                | 0                  | 0                  | CS          | 0           | 0           | 13     | 4      |
| 2006-2007                  | Arsenal                    | PL                         | 29         | 8          | FACup+CdL       | 3+4             | 2+2             | UCL                | 8                  | 0                  | -           | -           | -           | 44     | 12     |
| 2007-2008                  | Arsenal                    | PL                         | 36         | 24         | FACup+CdL       | 2+1             | 2+1             | UCL                | 9                  | 3                  | -           | -           | -           | 48     | 30     |
| 2008-2009                  | Arsenal                    | PL                         | 26         | 10         | FACup+CdL       | 2+0             | 0               | UCL                | 9                  | 6                  | -           | -           | -           | 37     | 16     |
| Totale Arsenal             | Totale Arsenal             | Totale Arsenal             | 104        | 46         |                 | 12              | 7               |                    | 26                 | 9                  |             | 0           | 0           | 142    | 62     |
| 2009-2010                  | Manchester City            | PL                         | 26         | 14         | FACup+CdL       | 2+3             | 0               | -                  | -                  | -                  | -           | -           | -           | 31     | 14     |
| 2010-gen. 2011             | Manchester City            | PL                         | 8          | 1          | FACup+CdL       | 0+0             | 0               | UEL                | 6                  | 4                  |             | -           | -           | 14     | 5      |
| Totale Manchester City     | Totale Manchester City     | Totale Manchester City     | 34         | 15         |                 | 5               | 0               |                    | 6                  | 4                  |             | -           | -           | 45     | 19     |
| gen.-giu. 2011             | Real Madrid                | PD                         | 14         | 5          | CR              | 2               | 1               | UCL                | 6                  | 2                  | -           | -           | -           | 22     | 8      |
| 2011-2012                  | Tottenham                  | PL                         | 33         | 17         | FACup+CdL       | 4+0             | 1+0             | UEL                | 0                  | 0                  | -           | -           | -           | 37     | 18     |
| 2012-2013                  | Tottenham                  | PL                         | 25         | 5          | FACup+CdL       | 1+0             | 0               | UEL                | 8                  | 3                  | -           | -           | -           | 34     | 8      |
| 2013-2014                  | Tottenham                  | PL                         | 21         | 11         | FACup+CdL       | 1+1             | 0+1             | UEL                | 2                  | 2                  | -           | -           | -           | 25     | 14     |
| 2014-2015                  | Tottenham                  | PL                         | 13         | 2          | FACup+CdL       | 1+1             | 0               | UEL                | 2                  | 0                  | -           | -           | -           | 17     | 2      |
| ago.-set 2015              | Tottenham                  | PL                         | 0          | 0          | FACup+CdL       | 0+0             | 0               | UEL                | 0                  | 0                  | -           | -           | -           | 0      | 0      |
| Totale Tottenham           | Totale Tottenham           | Totale Tottenham           | 92         | 35         |                 | 9               | 2               |                    | 12                 | 5                  |             | -           | -           | 113    | 42     |
| gen.-giu. 2016             | Crystal Palace             | PL                         | 12         | 1          | FACup+CdL       | 3+0             | 0               | -                  | -                  | -                  | -           | -           | -           | 15     | 1      |
| gen.-giu. 2017             | İstanbul Başakşehir        | SL                         | 11         | 6          | TK              | 5               | 1               | UEL                | 0                  | 0                  | -           | -           | -           | 16     | 7      |
| 2017-2018                  | İstanbul Başakşehir        | SL                         | 30         | 15         | TK              | 1               | 1               | UCL+UEL            | 4+1                | 0                  | -           | -           | -           | 36     | 17     |
| 2018-2019                  | İstanbul Başakşehir        | SL                         | 19         | 3          | TK              | 4               | 1               | UEL                | 1                  | 0                  | -           | -           | -           | 24     | 4      |
| Totale Istanbul Basaksehir | Totale Istanbul Basaksehir | Totale Istanbul Basaksehir | 60         | 24         |                 | 10              | 3               |                    | 6                  | 1                  |             | -           | -           | 76     | 28     |
| ago.-dic. 2019             | Kayserispor                | SL                         | 8          | 2          | TK              | 0               | 0               | -                  | -                  | -                  | -           | -           | -           | 8      | 2      |
| 2020                       | Olimpia                    | DP                         | 2          | 0          | -               | -               | -               | CL                 | 2                  | 0                  | -           | -           | -           | 4      | 0      |
| 2021-2022                  | Semassi                    | PD                         | 10         | 1          | -               | -               | -               | -                  | -                  | -                  | -           | -           | -           | 10     | 1      |
| Totale carriera            | Totale carriera            | Totale carriera            | 470        | 175        |                 | 61              | 20              |                    | 84                 | 26                 |             | 0           | 0           | 615    | 221    |

### Cronologia presenze e reti in nazionale
| Cronologia completa delle presenze e delle reti in nazionale ― Togo | Cronologia completa delle presenze e delle reti in nazionale ― Togo | Cronologia completa delle presenze e delle reti in nazionale ― Togo | Cronologia completa delle presenze e delle reti in nazionale ― Togo | Cronologia completa delle presenze e delle reti in nazionale ― Togo | Cronologia completa delle presenze e delle reti in nazionale ― Togo | Cronologia completa delle presenze e delle reti in nazionale ― Togo | Cronologia completa delle presenze e delle reti in nazionale ― Togo |
| Data                                                                | Città                                                               | In casa                                                             | Risultato                                                           | Ospiti                                                              | Competizione                                                        | Reti                                                                | Note                                                                |
| ------------------------------------------------------------------- | ------------------------------------------------------------------- | ------------------------------------------------------------------- | ------------------------------------------------------------------- | ------------------------------------------------------------------- | ------------------------------------------------------------------- | ------------------------------------------------------------------- | ------------------------------------------------------------------- |
| 8-7-2000                                                            | Lusaka                                                              | Zambia                                                              | 2 – 0                                                               | Togo                                                                | Qual. Mondiali 2002                                                 | -                                                                   | 71’                                                                 |
| 20-8-2000                                                           | Freetown                                                            | Sierra Leone                                                        | 2 – 0                                                               | Togo                                                                | Qual. Mondiali 2002                                                 | -                                                                   | 82’                                                                 |
| 3-9-2000                                                            | Lomé                                                                | Togo                                                                | 2 – 0 dts (4 – 2 dtr)                                               | Sierra Leone                                                        | Qual. Mondiali 2002                                                 | -                                                                   | 28’ 49’                                                             |
| 24-9-2000                                                           | Dakar                                                               | Senegal                                                             | 0 – 0                                                               | Togo                                                                | Qual. Mondiali 2002                                                 | -                                                                   | 26’                                                                 |
| 8-10-2000                                                           | Lomé                                                                | Togo                                                                | 3 – 0                                                               | Uganda                                                              | Qual. Mondiali 2002                                                 | -                                                                   | 78’                                                                 |
| 15-6-2001                                                           | Lomé                                                                | Togo                                                                | 2 – 0                                                               | Libia                                                               | Qual. Mondiali 2002                                                 | -                                                                   | 33’, 76’                                                            |
| 29-1-2002                                                           | Lomé                                                                | Camerun                                                             | 3 – 0                                                               | Togo                                                                | Coppa d'Africa 2002 - 1º turno                                      | -                                                                   | 72’                                                                 |
| 7-9-2002                                                            | Kasarani                                                            | Kenya                                                               | 3 – 0                                                               | Togo                                                                | Qual. Coppa d'Africa 2004                                           | -                                                                   |                                                                     |
| 12-10-2002                                                          | Lomé                                                                | Togo                                                                | 1 – 0                                                               | Mauritania                                                          | Qual. Coppa d'Africa 2004                                           | 1                                                                   |                                                                     |
| 29-3-2003                                                           | Praia                                                               | Capo Verde                                                          | 2 – 1                                                               | Togo                                                                | Qual. Coppa d'Africa 2004                                           | -                                                                   |                                                                     |
| 8-6-2003                                                            | Lomé                                                                | Togo                                                                | 5 – 2                                                               | Capo Verde                                                          | Qual. Coppa d'Africa 2004                                           | 1                                                                   |                                                                     |
| 22-6-2003                                                           | Lomé                                                                | Togo                                                                | 2 – 0                                                               | Kenya                                                               | Qual. Coppa d'Africa 2004                                           | -                                                                   |                                                                     |
| 11-10-2003                                                          | Bata                                                                | Guinea Equatoriale                                                  | 1 – 0                                                               | Togo                                                                | Qual. Mondiali 2006                                                 | -                                                                   |                                                                     |
| 16-11-2003                                                          | Lomé                                                                | Togo                                                                | 2 – 0                                                               | Guinea Equatoriale                                                  | Qual. Mondiali 2006                                                 | 1                                                                   |                                                                     |
| 5-6-2004                                                            | Lusaka                                                              | Zambia                                                              | 1 – 0                                                               | Togo                                                                | Qual. Mondiali 2006                                                 | -                                                                   |                                                                     |
| 20-6-2004                                                           | Lomé                                                                | Togo                                                                | 3 – 1                                                               | Senegal                                                             | Qual. Mondiali 2006                                                 | 1                                                                   |                                                                     |
| 4-7-2004                                                            | Monrovia                                                            | Liberia                                                             | 0 – 0                                                               | Togo                                                                | Qual. Mondiali 2006                                                 | -                                                                   | 65’                                                                 |
| 5-9-2004                                                            | Lomé                                                                | Togo                                                                | 2 – 0                                                               | Rep. del Congo                                                      | Qual. Mondiali 2006                                                 | 2                                                                   | 86’                                                                 |
| 10-10-2004                                                          | Lomé                                                                | Togo                                                                | 1 – 0                                                               | Mali                                                                | Qual. Mondiali 2006                                                 | 1                                                                   |                                                                     |
| 27-3-2005                                                           | Bamako                                                              | Mali                                                                | 1 – 2                                                               | Togo                                                                | Qual. Mondiali 2006                                                 | -                                                                   |                                                                     |
| 5-6-2005                                                            | Lomé                                                                | Togo                                                                | 4 – 0                                                               | Zambia                                                              | Qual. Mondiali 2006                                                 | 2                                                                   |                                                                     |
| 18-6-2005                                                           | Dakar                                                               | Senegal                                                             | 2 – 2                                                               | Togo                                                                | Qual. Mondiali 2006                                                 | 1                                                                   |                                                                     |
| 17-8-2005                                                           | Le Petit-Quevilly                                                   | Marocco                                                             | 0 – 1                                                               | Togo                                                                | Amichevole                                                          | -                                                                   | Uscita                                                              |
| 4-9-2005                                                            | Lomé                                                                | Togo                                                                | 3 – 0                                                               | Liberia                                                             | Qual. Mondiali 2006                                                 | 2                                                                   | 48’                                                                 |
| 8-10-2005                                                           | Brazzaville                                                         | Rep. del Congo                                                      | 2 – 3                                                               | Togo                                                                | Qual. Mondiali 2006                                                 | 1                                                                   |                                                                     |
| 21-1-2006                                                           | Cairo                                                               | Togo                                                                | 0 – 2                                                               | RD del Congo                                                        | Coppa d'Africa 2006 - 1º turno                                      | -                                                                   | 59’                                                                 |
| 25-1-2006                                                           | Cairo                                                               | Camerun                                                             | 2 – 0                                                               | Togo                                                                | Coppa d'Africa 2006 - 1º turno                                      | -                                                                   |                                                                     |
| 2-6-2006                                                            | Vaduz                                                               | Liechtenstein                                                       | 0 – 1                                                               | Togo                                                                | Amichevole                                                          | -                                                                   |                                                                     |
| 13-6-2006                                                           | Francoforte                                                         | Corea del Sud                                                       | 2 – 1                                                               | Togo                                                                | Mondiali 2006 - 1º turno                                            | -                                                                   |                                                                     |
| 19-6-2006                                                           | Dortmund                                                            | Togo                                                                | 0 – 2                                                               | Svizzera                                                            | Mondiali 2006 - 1º turno                                            | -                                                                   | 47’                                                                 |
| 23-6-2006                                                           | Colonia                                                             | Togo                                                                | 0 – 2                                                               | Francia                                                             | Mondiali 2006 - 1º turno                                            | -                                                                   | 75’                                                                 |
| 7-10-2006                                                           | Bamako                                                              | Mali                                                                | 1 – 0                                                               | Togo                                                                | Qual. Coppa d'Africa 2008                                           | -                                                                   | cap.                                                                |
| 15-11-2006                                                          | Lussemburgo                                                         | Lussemburgo                                                         | 0 – 0                                                               | Togo                                                                | Amichevole                                                          | -                                                                   | cap.                                                                |
| 7-2-2007                                                            | Lomé                                                                | Togo                                                                | 2 – 2                                                               | Camerun                                                             | Amichevole                                                          | 1                                                                   | cap.                                                                |
| 24-3-2007                                                           | Lomé                                                                | Togo                                                                | 3 – 1                                                               | Sierra Leone                                                        | Qual. Coppa d'Africa 2008                                           | 2                                                                   | cap.                                                                |
| 17-6-2007                                                           | Cotonou                                                             | Benin                                                               | 4 – 1                                                               | Togo                                                                | Qual. Coppa d'Africa 2008                                           | -                                                                   | cap. 56’                                                            |
| 12-10-2007                                                          | Lomé                                                                | Togo                                                                | 0 – 2                                                               | Mali                                                                | Qual. Coppa d'Africa 2008                                           | -                                                                   | cap.                                                                |
| 18-11-2007                                                          | Accra                                                               | Ghana                                                               | 2 – 0                                                               | Togo                                                                | Amichevole                                                          | -                                                                   | cap.                                                                |
| 21-11-2007                                                          | Accra                                                               | Emirati Arabi Uniti                                                 | 0 – 5                                                               | Togo                                                                | Amichevole                                                          | 1                                                                   | cap.                                                                |
| 25-3-2008                                                           | Montreuil                                                           | Guinea                                                              | 2 – 0                                                               | Togo                                                                | Amichevole                                                          | -                                                                   | cap.                                                                |
| 31-5-2008                                                           | Accra                                                               | Togo                                                                | 1 – 0                                                               | Zambia                                                              | Qual. Mondiali 2010                                                 | -                                                                   | cap.                                                                |
| 8-6-2008                                                            | Mbabane                                                             | Swaziland                                                           | 2 – 1                                                               | Togo                                                                | Qual. Mondiali 2010                                                 | -                                                                   | cap.                                                                |
| 20-8-2008                                                           | Dreux                                                               | RD del Congo                                                        | 2 – 1                                                               | Togo                                                                | Amichevole                                                          | 1                                                                   | 46’                                                                 |
| 11-10-2008                                                          | Lomé                                                                | Togo                                                                | 6 – 0                                                               | Swaziland                                                           | Qual. Mondiali 2010                                                 | 4                                                                   | cap.                                                                |
| 19-11-2008                                                          | Lomé                                                                | Togo                                                                | 1 – 1                                                               | Ruanda                                                              | Amichevole                                                          | -                                                                   | 46’                                                                 |
| 28-3-2009                                                           | Accra                                                               | Togo                                                                | 1 – 0                                                               | Camerun                                                             | Qual. Mondiali 2010                                                 | 1                                                                   | cap. 13’                                                            |
| 6-6-2009                                                            | Libreville                                                          | Gabon                                                               | 3 – 0                                                               | Togo                                                                | Qual. Mondiali 2010                                                 | -                                                                   | cap. 37’                                                            |
| 12-8-2009                                                           | Lisbona                                                             | Angola                                                              | 2 – 0                                                               | Togo                                                                | Amichevole                                                          | -                                                                   | cap.                                                                |
| 6-9-2009                                                            | Lomé                                                                | Togo                                                                | 1 – 1                                                               | Marocco                                                             | Qual. Mondiali 2010                                                 | -                                                                   | cap. 83’                                                            |
| 10-10-2009                                                          | Yaoundé                                                             | Camerun                                                             | 3 – 0                                                               | Togo                                                                | Qual. Mondiali 2010                                                 | -                                                                   | cap. 58’                                                            |
| 14-11-2009                                                          | Lomé                                                                | Togo                                                                | 1 – 0                                                               | Gabon                                                               | Qual. Mondiali 2010                                                 | -                                                                   | cap. 80’                                                            |
| 15-11-2011                                                          | Lomé                                                                | Togo                                                                | 1 – 0                                                               | Guinea-Bissau                                                       | Qual. Mondiali 2014                                                 | -                                                                   | cap.                                                                |
| 14-8-2012                                                           | Saint-Leu-la-Forêt                                                  | Burkina Faso                                                        | 3 – 0                                                               | Togo                                                                | Amichevole                                                          | -                                                                   | cap.                                                                |
| 8-9-2012                                                            | Libreville                                                          | Gabon                                                               | 1 – 1                                                               | Togo                                                                | Qual. Coppa d'Africa 2013                                           | 1                                                                   | cap.                                                                |
| 14-10-2012                                                          | Lomé                                                                | Togo                                                                | 2 – 1                                                               | Gabon                                                               | Qual. Coppa d'Africa 2013                                           | 1                                                                   | cap.                                                                |
| 14-11-2012                                                          | Casablanca                                                          | Marocco                                                             | 0 – 1                                                               | Togo                                                                | Amichevole                                                          | 1                                                                   | 46’                                                                 |
| 22-1-2013                                                           | Rustenburg                                                          | Costa d'Avorio                                                      | 2 – 1                                                               | Togo                                                                | Coppa d'Africa 2013 - 1º turno                                      | -                                                                   | cap.                                                                |
| 26-1-2013                                                           | Rustenburg                                                          | Algeria                                                             | 0 – 2                                                               | Togo                                                                | Coppa d'Africa 2013 - 1º turno                                      | 1                                                                   | cap.                                                                |
| 30-1-2013                                                           | Nelspruit                                                           | Tunisia                                                             | 1 – 1                                                               | Togo                                                                | Coppa d'Africa 2013 - 1º turno                                      | -                                                                   | cap. 77’ 90+5’                                                      |
| 3-2-2013                                                            | Nelspruit                                                           | Burkina Faso                                                        | 1 – 0 dts                                                           | Togo                                                                | Coppa d'Africa 2013 - Quarti di finale                              | -                                                                   | cap. 112’                                                           |
| 5-9-2014                                                            | Casablanca                                                          | Guinea                                                              | 2 – 1                                                               | Togo                                                                | Qual. Coppa d'Africa 2015                                           | -                                                                   | cap.                                                                |
| 10-9-2014                                                           | Lomé                                                                | Togo                                                                | 2 – 3                                                               | Ghana                                                               | Qual. Coppa d'Africa 2015                                           | 1                                                                   | cap.                                                                |
| 11-10-2014                                                          | Kampala                                                             | Uganda                                                              | 0 – 1                                                               | Togo                                                                | Qual. Coppa d'Africa 2015                                           | -                                                                   | cap. 90+2’                                                          |
| 15-10-2014                                                          | Lomé                                                                | Togo                                                                | 1 – 0                                                               | Uganda                                                              | Qual. Coppa d'Africa 2015                                           | -                                                                   | cap.                                                                |
| 15-11-2014                                                          | Lomé                                                                | Togo                                                                | 1 – 4                                                               | Guinea                                                              | Qual. Coppa d'Africa 2015                                           | 1                                                                   | cap.                                                                |
| 19-11-2014                                                          | Kumasi                                                              | Ghana                                                               | 3 – 1                                                               | Togo                                                                | Qual. Coppa d'Africa 2015                                           | -                                                                   | cap. 55’                                                            |
| 14-6-2015                                                           | Lomé                                                                | Togo                                                                | 2 – 1                                                               | Liberia                                                             | Qual. Coppa d'Africa 2017                                           | 1                                                                   | cap.                                                                |
| 29-3-2016                                                           | Lomé                                                                | Togo                                                                | 0 – 0                                                               | Tunisia                                                             | Qual. Coppa d'Africa 2017                                           | -                                                                   | cap.                                                                |
| 27-5-2016                                                           | Lomé                                                                | Togo                                                                | 1 – 0                                                               | Zambia                                                              | Amichevole                                                          | -                                                                   | cap.                                                                |
| 5-6-2016                                                            | Monrovia                                                            | Liberia                                                             | 2 – 2                                                               | Togo                                                                | Qual. Coppa d'Africa 2017                                           | -                                                                   | cap.                                                                |
| 4-9-2016                                                            | Lomé                                                                | Togo                                                                | 5 – 0                                                               | Gibuti                                                              | Qual. Coppa d'Africa 2017                                           | -                                                                   | cap. 75’                                                            |
| 4-10-2016                                                           | Lomé                                                                | Togo                                                                | 1 – 0                                                               | Uganda                                                              | Amichevole                                                          | -                                                                   | cap. 90+2’                                                          |
| 9-10-2016                                                           | Lomé                                                                | Togo                                                                | 2 – 0                                                               | Mozambico                                                           | Amichevole                                                          | -                                                                   | cap.                                                                |
| 11-11-2016                                                          | Tunisi                                                              | Togo                                                                | 2 – 2                                                               | Comore                                                              | Amichevole                                                          | -                                                                   | cap. 76’                                                            |
| 15-11-2016                                                          | Marrakech                                                           | Marocco                                                             | 2 – 1                                                               | Togo                                                                | Amichevole                                                          | -                                                                   | 72’                                                                 |
| 16-1-2017                                                           | Oyem                                                                | Costa d'Avorio                                                      | 0 – 0                                                               | Togo                                                                | Coppa d'Africa 2017 - 1º turno                                      | -                                                                   | cap. 89’                                                            |
| 20-1-2017                                                           | Oyem                                                                | Marocco                                                             | 3 – 1                                                               | Togo                                                                | Coppa d'Africa 2017 - 1º turno                                      | -                                                                   | cap.                                                                |
| 24-1-2017                                                           | Port-Gentil                                                         | Togo                                                                | 1 – 3                                                               | RD del Congo                                                        | Coppa d'Africa 2017 - 1º turno                                      | -                                                                   | cap.                                                                |
| 28-3-2017                                                           | Alessandria d'Egitto                                                | Egitto                                                              | 3 – 0                                                               | Togo                                                                | Amichevole                                                          | -                                                                   | cap.                                                                |
| 11-6-2017                                                           | Blida                                                               | Algeria                                                             | 1 – 0                                                               | Togo                                                                | Qual. Coppa d'Africa 2019                                           | -                                                                   | cap.                                                                |
| 31-8-2017                                                           | Agadir                                                              | Togo                                                                | 2 – 0                                                               | Niger                                                               | Amichevole                                                          | -                                                                   | cap. 46’                                                            |
| 4-9-2017                                                            | Agadir                                                              | Togo                                                                | 0 – 1                                                               | Malawi                                                              | Amichevole                                                          | -                                                                   | cap. 62’                                                            |
| 12-11-2017                                                          | Lomé                                                                | Togo                                                                | 6 – 0                                                               | Mauritius                                                           | Amichevole                                                          | 1                                                                   | cap.                                                                |
| 21-3-2018                                                           | Saint-Leu-la-Forêt                                                  | Madagascar                                                          | 0 – 0                                                               | Togo                                                                | Amichevole                                                          | -                                                                   | 67’                                                                 |
| 24-3-2018                                                           | Abidjan                                                             | Costa d'Avorio                                                      | 2 – 2                                                               | Togo                                                                | Amichevole                                                          | -                                                                   | cap.                                                                |
| 9-9-2018                                                            | Lomé                                                                | Togo                                                                | 0 – 0                                                               | Benin                                                               | Qual. Coppa d'Africa 2019                                           | -                                                                   | cap. 79’                                                            |
| 16-11-2018                                                          | Lomé                                                                | Togo                                                                | 1 – 4                                                               | Algeria                                                             | Qual. Coppa d'Africa 2019                                           | -                                                                   | cap. 80’                                                            |
| 24-3-2019                                                           | Cotonou                                                             | Benin                                                               | 2 – 1                                                               | Togo                                                                | Qual. Coppa d'Africa 2019                                           | 1                                                                   | cap.                                                                |
| Totale                                                              |                                                                     | Presenze (3º posto)                                                 | 88                                                                  |                                                                     | Reti (1º posto)                                                     | 32                                                                  |                                                                     |

## Palmarès

### Club
- Coppa di Spagna: 1

Real Madrid: 2010-2011

### Individuale
- Calciatore togolese dell'anno: 9

2005, 2006, 2007, 2008, 2009, 2010, 2011, 2012, 2013
- BBC African Footballer of the Year: 1

2007
- Calciatore africano dell'anno: 1

2008